# Hysteropterum quercus
Hysteropterum quercus är en insektsart som beskrevs av Lindberg 1948. Hysteropterum quercus ingår i släktet Hysteropterum och familjen sköldstritar. Inga underarter finns listade i Catalogue of Life.